# أنيليز فان دير بول
أنيليز فان دير بول هي مغنية وعارضة وممثلة أمريكية وهولندية، ولدت في 23 سبتمبر 1984 بأمستردام في هولندا.

## أعمال

### أفلام
- (2010) فامبيرز ساك[6]

### مسلسلات
- دامو ستحيل
- ذا سويت لايف أوف زاك أند كودي
- ذاتس سو رايفن

## وصلات خارجية
- أنيليز فان دير بول على موقع IMDb (الإنجليزية)
- أنيليز فان دير بول على موقع ميتاكريتيك (الإنجليزية)
- أنيليز فان دير بول على موقع روتن توميتوز (الإنجليزية)
- أنيليز فان دير بول على موقع قاعدة بيانات الأفلام العربية
- أنيليز فان دير بول على موقع ألو سيني (الفرنسية)
- أنيليز فان دير بول على موقع ميوزك برينز (الإنجليزية)
- أنيليز فان دير بول على موقع أول موفي (الإنجليزية)
- أنيليز فان دير بول على موقع قاعدة بيانات برودواي على الإنترنت (الإنجليزية)
- أنيليز فان دير بول على موقع إن إن دي بي (الإنجليزية)
- أنيليز فان دير بول على موقع أول ميوزيك (الإنجليزية)